# Katzien
Katzien ist ein kleiner Ort 15 km östlich von Uelzen in der Gemeinde Rosche im Landkreis Uelzen in Niedersachsen.
Der in der Wipperaue-Niederung der Heideregion-Uelzen von Landwirtschaft geprägte Ort ist ein Halbrundlingsdorf und hat etwa 40 bis 60 Einwohner.
Am 1. Juli 1972 wurde Katzien in die Gemeinde Rosche eingegliedert.